# 21.º Troféu HQ Mix
O 21º Troféu HQ Mix, referente aos lançamentos de quadrinhos de 2008, teve seu resultado divulgado em 17 de agosto de 2009. A premiação ocorreu em 21 de agosto, no SESC Pompeia, em São Paulo. O troféu (que homenageia um autor diferente a cada ano) representava o personagem Mirza, a mulher vampiro, do quadrinista Eugênio Colonnese, falecido em 2008. A estatueta foi feita pelo artista plástico Olintho Tahara. O prêmio foi apresentado por Serginho Groisman.
Parte das categorias foi escolhida por votação entre desenhistas, roteiristas, professores, editores, pesquisadores e jornalistas ligado à área de quadrinhos no Brasil. Outros prêmios foram escolhidos pela comissão organizadora do Troféu HQ Mix, composta por membros da Associação dos Cartunistas do Brasil (ACB) e do Instituto Memorial das Artes Gráficas do Brasil (IMAG).

## Prêmios eleitos pelos votantes
| Categoria                            | Vencedor                                                                                                  |
| Adaptação para os quadrinhos         | Dom Quixote - Literatura Mundial em Quadrinhos (Bira Dantas / editora Escala)                             |
| Adaptação para outro veículo         | Batman - O Cavaleiro das Trevas (cinema)                                                                  |
| Desenhista estrangeiro               | Liniers                                                                                                   |
| Desenhista nacional                  | Rafael Grampá                                                                                             |
| Desenhista revelação                 | Hemeterio                                                                                                 |
| Edição especial estrangeira          | Asterix e seus amigos (vários autores / editora Record)                                                   |
| Edição especial nacional             | Mesmo Delivery (Rafael Grampá / editora Desiderata)                                                       |
| Editora do ano                       | Panini Comics                                                                                             |
| Ilustrador nacional                  | Weberson Santiago                                                                                         |
| Livro teórico                        | Henfil - o humor subversivo (Márcio Malta / editora Expressão Popular)                                    |
| Mídia sobre quadrinhos               | Blog dos Quadrinhos                                                                                       |
| Projeto editorial                    | Turma da Mônica Jovem (vários autores / editora Panini)                                                   |
| Publicação de aventura/terror/ficção | 100 Balas (Brian Azzarello e Eduardo Risso / editora Pixel)                                               |
| Publicação de cartuns                | Tulípio #7 (Eduardo Rodrigues e Paulo Stocker / independente)                                             |
| Publicação de charges                | Catálogo do 35º Salão de Humor de Piracicaba (vários autores / Imprensa Oficial)                          |
| Publicação de clássico               | Che - os últimos dias de um herói (Héctor Oesterheld, Alberto Breccia e Enrique Breccia / editora Conrad) |
| Publicação de humor                  | Piratas do Tietê - a saga completa - livro 3 (Laerte / editora Devir)                                     |
| Publicação de tiras                  | Níquel Náusea - em boca fechada não entra mosca (Fernando Gonsales / editora Devir)                       |
| Publicação erótica                   | Clic 3 (Milo Manara / editora Conrad)                                                                     |
| Publicação independente de autor     | Nanquim Descartável (Daniel Esteves)                                                                      |
| Publicação independente de grupo     | Café Espacial (Sergio Chaves e Lídia Basoli, editores)                                                    |
| Publicação independente especial     | Depois da Meia-noite (Laudo Ferreira Jr. e Omar Viñole)                                                   |
| Publicação infanto-juvenil           | Turma da Mônica Jovem (vários autores / editora Panini)                                                   |
| Publicação mix                       | Grafitti 76% Quadrinhos #18 (vários autores / independente)                                               |
| Roteirista estrangeiro               | Alan Moore                                                                                                |
| Roteirista nacional                  | Adriana Brunstein                                                                                         |
|                                      | Samuel Casal                                                                                              |
| Roteirista revelacão                 | Olintho Gadelha                                                                                           |
| Tira nacional                        | Níquel Náusea (Fernando Gonsales)                                                                         |
| Web quadrinhos                       | Quadrinhos ordinários (Rafael Sica)                                                                       |

## Prêmios eleitos pela comissão e pelos júris especiais
| Categoria                                    | Vencedor |
| Articulista de quadrinhos                    | Rogério de Campos |
| Caricaturista                                | Dalcio Machado |
| Cartunista                                   | Duke |
| Chargista                                    | Angeli |
| Evento de quadrinhos                         | Bistecão Ilustrado |
| Exposição                                    | Angeli/Genial (1º Festival Internacional de Humor do Rio de Janeiro) |
| Grande contribuição                          | FNAC |
|                                              | PNBE - Programa Nacional Biblioteca da Escola |
| Grande mestre                                | Ciça |
|                                              | Zélio |
| Homenagem                                    | Fábio Moon e Gabriel Bá |
|                                              | Ziraldo |
| Salão e festival de quadrinhos/humor gráfico | 1º Festival Internacional de Humor do Rio de Janeiro |
| Trabalho de Conclusão de Curso               | A quarta dimensão do trabalho de Breccia (Pedro Franz Broering / Universidade Federal de Santa Catarina)                                                                                                   |
| Dissertação de Mestrado                      | Considerações sobre sociedade e tecnologia a partir da poética e linguagem dos quadrinhos de Lourenço Mutarelli no período de 1988 a 2006 (Líber Eugenio Paz / Universidade Tecnológica Federal do Paraná) |
| Tese de Doutorado                            | O potencial das histórias em quadrinhos na formação de leitores: busca de um contraponto entre os panoramas culturais brasileiro e europeu (Valéria Aparecida Bari / Universidade de São Paulo)            |

## Indicados
Em maio, os organizadores divulgam uma lista de indicados em cada categoria a ser votada pelos profissionais de quadrinhos. Em 2009, foram sete indicados por categoria. Embora seja permitido aos eleitores escolherem um nome que não esteja entre os indicados, normalmente vence quem está na lista.

### Desenhista nacional
- Fábio Lyra (Menina Infinito - Desiderata)
- Fábio Moon e Gabriel Bá (Descobrindo São Paulo - revista Época SP)
- José Aguiar (Quadrinhofilia - HQM)
- Jozz (Circo de Lucca - Devir)
- Laudo (Revolução Russa - Escala Educacional; Depois da Meia-noite - Independente
- Rafael Grampá (Mesmo Delivery - Desiderata)
- Samuel Casal (Prontuário 666 - Conrad)

### Desenhista estrangeiro
- Darwyn Cooke (Spirit - Panini)
- Frank Quitely (Grandes Astros Superman - Panini)
- David B (Epiléptico - Conrad)
- Duncan Fegredo (Hellboy - Mythos)
- Liniers (Macanudo - Zarabatana)
- Enrico Marini (Predadores - Devir)
- Niko Henrichon (Leões de Bagdá - Panini)

### Roteirista nacional
- André Diniz (Coleção História e Filosofia em Quadrinhos - Escala Educacional)
- Adriana Brunstein e Samuel Casal (Prontuário 666 - Conrad)
- Daniel Esteves (Nanquim Descartável - Independente; Front - Via Lettera)
- Cadu Simões (Nova Hélade - Independente; Garagem Hermética - Independente)
- Fábio Lyra (Menina Infinito - Desiderata)
- Fábio Moon e Gabriel Bá (Descobrindo São Paulo - revista Época SP)
- José Aguiar (Quadrinhofilia - HQM Editora)

### Roteirista estrangeiro
- Alan Moore (Promethea - Pixel)
- Ai Yazawa (Nana - JBC)
- Brian Wood (DMZ - Panini; Local - Devir)
- Charles Burns (Black Hole - Conrad)
- David B. (Epiléptico - Conrad)
- Geoff Johns (Lanterna Verde; JSA - Panini)
- Grant Morrison (Grandes Astros Superman - Panini)

### Desenhista revelação
- Bruno D'Angelo (O Catador de Batatas e o Filho da Costureira - JBC)
- Danilo Beyruth (O Necronauta - Independente)
- Marlon Tenório (Os 303 de Esparta - Independente)
- Olavo Costa (O Contínuo - Independente)
- Hemeterio (Chibata! João Cândido e a Revolta que Abalou o Brasil - Conrad)
- Pablo Mayer (A Casa ao Lado - HQM)
- Tulio Caetano (Dr. Bubbles & Tilt - Zarabatana)

### Roteirista revelação
- Alex Mir (Tempestade Cerebral - Independente)
- Dalton Correa Soares (O Contínuo - Independente)
- Leandro Assis e Hiroshi Maeda (O Cabeleira - Desiderata)
- Marlon Tenório (Os 303 de Esparta - Independente)
- Olinto Gadelha (Chibata! João Cândido e a Revolta que Abalou o Brasil - Conrad)
- Ricardo Giassetti (O Catador de Batatas e o Filho da Costureira - JBC)
- Rodrigo Alonso (Eterno - Independente)

### Ilustrador nacional
- Adams Carvalho (Folha de S.Paulo)
- Alarcão (livros infantis)
- Éber Evangelista (revista Aventuras na História)
- Fernando Vilela (livros infantis)
- Kako (revista Aventuras na História)
- Odilon Moraes (livros infantis)
- Weberson Santiago (Folha de S.Paulo, revista Getúlio)

### Tira nacional
- Amely (Pryscila Vieira - PubliMetro)
- Chiclete com Banana (Angeli - Folha de S.Paulo)
- Mulher de 30 (Cibele Santos - PubliMetro)
- Níquel Náusea (Fernando Gonsales - Folha de S.Paulo)
- Quase Nada (Fábio Moon & Gabriel Bá - Folha de S.Paulo)
- Piratas do Tietê (Laerte Coutinho - Folha de S.Paulo)
- Preto no Branco (Allan Sieber - Folha de S.Paulo)

### Web quadrinhos
- Candyland - Capital
- Clube da Esquina
- Exploradores do Desconhecido
- O Homem Nu
- Meu Mundo Nosso
- Quadrinho Ordinário
- Rei Emir

### Publicação infanto-juvenil
- Almanaque da Mônica (Panini)
- Almanaque Maluquinho - O Japão dos brasileiros (Globo)
- Hunter X Hunter (JBC)
- Naruto (Panini)
- Os Pequenos Guardiões (Conrad)
- Turma da Mônica Jovem (Panini)
- Xaxado Ano 3 (Independente)

### Publicação de clássico
- Batman ilustrado por Neal Adams (Panini)
- Che (Conrad)
- Antologia Chiclete com Banana (Devir-Jacaranda)
- Corto Maltese - As Etiópicas (Pixel)
- Biblioteca Histórica Marvel - O Surfista Prateado vol. 1 (Panini)
- Tintim no país dos Sovietes (Cia. das Letras)
- Turma da Mônica Coleção Histórica (Panini)

### Publicação de humor
- Bone - Estúpidas, Estúpidas Caudas-de-Ratazanas (Via Lettera)
- Macanudo #1 (Zarabatana)
- Mad (Panini)
- Mundo Canibal (Mythos)
- Níquel Náusea - Em boca fechada não entra mosca (Devir)
- Piratas do Tietê # 3 (Devir)
- Vale Tudo (Opera Graphica)

### Publicação mix
- Front #19 (Via Lettera)
- Front Especial - 100 Anos da Imigração Japonesa no Brasil (Via Lettera)
- Grande Clã (Independente)
- Graffiti #18 (Independente)
- Pixel Magazine (Pixel)
- Power Trio (Independente)
- Prática de Escrita (Terracota)

### Publicação erótica
- Cica Dum-Dum (Zarabatana)
- Clara da Noite (Zarabatana)
- Clic #3 (Conrad)
- Emmanuelle (Pixel)
- Love Junkies (JBC)

### Publicação de aventura/terror/ficção
- 100 Balas (Pixel)
- Delivery Service of Corpse (Conrad)
- O Garoto Verme (Zarabatana)
- Leões de Bagdá (Panini)
- Local (Devir)
- Mágico Vento (Mithos)
- Promethea (Pixel)

### Edição especial nacional
- Aú Capoeirista - Flávio Luiz Nogueira (Papel A2)
- O Cabeleira (Desiderata)
- Chibata! João Cândido e a Revolta que Abalou o Brasil (Conrad)
- Menina Infinito (Desiderata)
- Mesmo Delivery (Desiderata)
- Noite Luz (Via Lettera)
- Prontuário 666 (Conrad)

### Edição especial estrangeira
- Asterix e seus amigos (Record)
- Batman - Preto e Branco (Panini)
- Escombros (Zarabatana)
- Frango com Ameixa (Cia. das Letras)
- Hard-Boiled - À Queima Roupa (Devir)
- Love & Rockets - Pés de Pato (Via Lettera)
- Revelações (Devir)

### Publicação independente de autor
- Gatipos
- Nanquim Descartável
- Necronauta
- Macaco Albino
- Menino Caranguejo
- Penitente
- Tempestade Cerebral

### Publicação independente de grupo
- Avenida
- Café Espacial
- Contínuo
- Garagem Hermética
- Quadrinhópole
- Samba
- Zine Royale

### Publicação independente especial
- Câncer
- Consequências
- Contos das Madrugada
- Depois da Meia-noite
- Eterno
- Muertos
- Subterrâneo Especial 4

### Publicação de tiras
- Candido Deodato (HGB Comunicações)
- Macanudo #1 (Zarabatana)
- Malvados (Desiderata)
- Níquel Náusea - Em boca fechada não entra mosca (Devir)
- Tiras Clássicas da Turma da Mônica (Panini)
- Tiras de Letra - Até Debaixo D'água (Virgo)
- Under World (Zarabatana)

### Publicação de charges
- 34º Salão Internacional de Humor de Piracicaba (Imprensa Oficial do Estado)
- 35º Salão Internacional de Humor de Piracicaba (Imprensa Oficial do Estado)
- No Bico sem Pena! Brás, 15 anos de Charges
- O Humor Pai D´Égua (Projeto Cultural Lei A. Tito Filho)
- O Livro dos Políticos (Heródoto Barbeiro & Bruna Cantele - Ediouro)

### Publicação de cartuns
- Duke - Desenhos de Humor (Independente)
- 1º Festival Internacional de Humor do Rio de Janeiro (catálogo oficial)
- Humor Politicamente Incorreto (Nani - L&PM)
- Ninguém é Perfeito (Jaguar - Desiderata)
- Millôr - Um Nome a Zelar (Millôr - Desiderata)
- Radicci - Tem Outro por Dentro (Iotti - L&PM)
- Tulípio #7 (Eduardo Rodrigues & Paulo Stocker - Independente)

### Livro teórico
- Batman e a Filosofia - O Cavaleiro das Trevas da Alma (Madras)
- Henfil - O Humor Subversivo (Expressão Popular)
- História em Quadrinhos - Impresso vs. Web (Unesp)
- Magia dos Quadrinhos (Edições Bagaço)
- Nossos Deuses são Super-Heróis (Cultrix)
- Para o Alto e Avante (Editora Asterisco)
- Traço a Traço Quadro a Quadro (Editora C/Arte)

### Projeto Editorial
- Calendário Pindura 2009 (Pégasus Alado)
- O Catador de Batatas e o Filho da Costureira (JBC)
- Dr. Bubbles & Tilt (Zarabatana)
- História do Brasil, História Mundial e Filosofia em Quadrinhos (Escala Educacional)
- Powertrio (Mondo Urbano)
- As Tiras Clássicas da Turma da Mônica (Panini)
- Turma da Mônica Jovem (Panini)

### Adaptação para outro veículo
- Aline (tevê)
- Batman - O Cavaleiro das Trevas (cinema)
- O Caderno da Morte - Death Note (teatro)
- A Noite dos Palhaços Mudos (teatro)
- Homem de Ferro (cinema)
- Persépolis (cinema)
- Hellboy II: O Exército Dourado (cinema)

### Adaptação para os quadrinhos
- Desista! (Conrad)
- Dom Quixote (Escala Educacional)
- História do Brasil em Quadrinhos (Europa)
- O Pequeno Príncipe (Agir)
- A Revolução Russa (Escala Educacional)
- Heróis da Restauração Pernambucana (Plublikimagem)
- Triste Fim de Policarpo Quaresma (Cia. Editora Nacional)

### Mídia sobre quadrinhos
- Banca de Quadrinhos (programa)
- Bigorna (Internet)
- Blog dos Quadrinhos (Internet)
- HQ Além dos Balões (programa)
- HQ&Cia (programa)
- Mundo dos Super-Heróis (revista)
- Universo HQ (Internet)

### Editora do ano
- Conrad
- Desiderata
- Devir
- JBC
- Panini
- Via Lettera
- Zarabatana